# Wassyl Symonenko

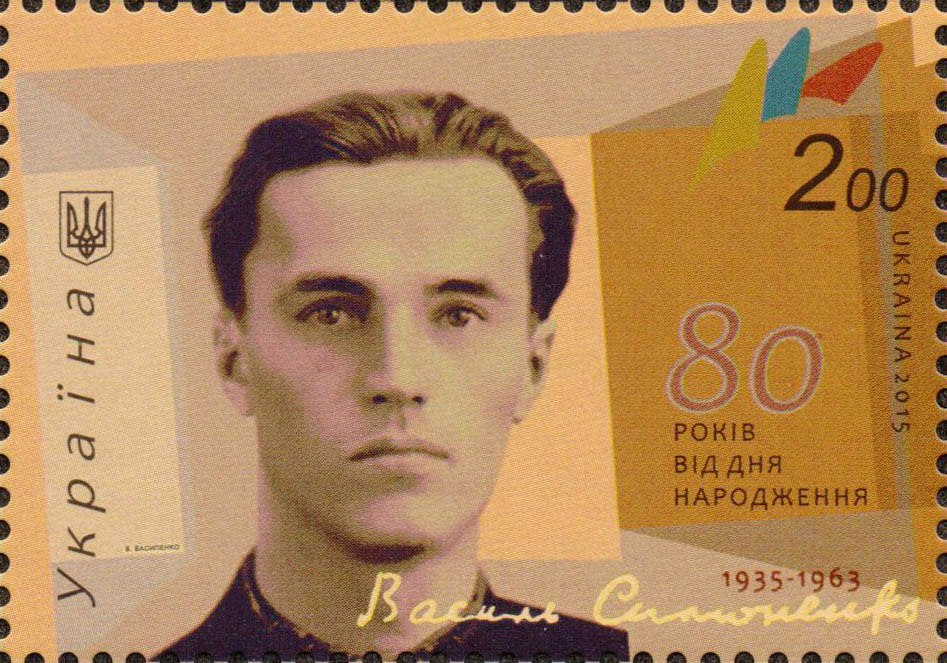
Ukrainische Briefmarke von 2015 mit dem Porträt von Wassyl Symonenko

Wassyl Andrijowytsch Symonenko (ukrainisch Василь Андрійович Симоненко; * 8. Januar 1935 in Bijiwzi, Oblast Poltawa, Ukrainische SSR; † 13. Dezember 1963 in Tscherkassy, Ukrainische SSR) war ein ukrainischer Dichter, Schriftsteller und Journalist, Vertreter der Sechziger.

## Leben
Wassyl Symonenko studierte von 1952 bis 1957 Journalismus an der Universität Kiew. Ab 1957 schrieb er für den Kulturteil der Zeitung Cherkaska Prawda und von 1960 an war er bei der Zeitung Molod Cherkashchyny verantwortlicher Redakteur der Propagandaabteilung. 1962 veröffentlichte er eine Gedichtsammlung in seinem ersten Buch „Tysha i Hrim“ (dt. Ruhe und Donner). 1963, bereits an Nierenkrebs erkrankt, veröffentlichte er in seinem zweiten Buch „Zemné tyazhinnya“ (dt. Erdanziehung) eine weitere (zensierte) Gedichtsammlung.
Er arbeitete mit Alla Horska und Les Tanjiuk zusammen, um Massengräber von NKWD-Opfern außerhalb von Kiew zu finden. Nachdem sie eine Grabstätte in der Nähe von Bykiwnja ausfindig gemacht hatten, informierte das Trio den Kiewer Stadtrat in einem „Memorandum Nr. 2“ über deren Lage. In der Folge wurde Symonenko von der Polizei schwer verprügelt, was sein Nierenleiden verschlimmerte und zu seinem frühen Tod im Alter von 28 Jahren im Jahr 1963 führte.
Das Tagebuch seines letzten Lebensjahres wurde unter dem Titel „Okraitsy Dumok Shchodennyk“ (dt. Fragmente des Denkens) und eine unzensierte Sammlung seiner Gedichte mit einem Vorwort von Iwan Switlytschnyj als Samisdat in Umlauf gebracht.

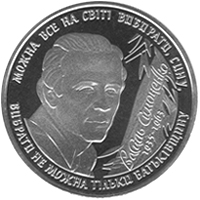
Symonenko auf einer 2–₴ Gedenkmünze von 2008

## Ehrungen
1987 stiftete der Schriftstellerverband der Ukraine einen nach Symonenko benannten Literaturpreis für Nachwuchsdichter.
Die ukrainische Post gab 2008 eine Briefmarke und die ukrainische Nationalbank gab ihm zum Gedenken 2008 eine Zwei-Hrywnja-Gedenkmünze mit seinem Konterfei heraus.
In Tscherkassy und in seinem Geburtshaus sind Museen über ihn und sein Werk eingerichtet.
1995 erhielt er posthum den Taras-Schewtschenko-Preis.

## Verfilmung von Wassyl Symonenkos Werk
Der ukrainische Regisseur Oleksandr Scherebko und Anhelina Djatlowa schufen eine Verfilmung der Poesie Du bist nicht aus einem Märchen oder einem Traum zu mir gekommen (Ти до мене прийшла не із казки чи сну) von Wassyl Symonenko.